# Henryka Kwiatkowska
Henryka Kwiatkowska (ur. 2 stycznia 1940 w Kątach, zm. 4 lutego 2024) – polska pedagożka, profesor Uniwersytetu Warszawskiego. Zajmowała się głównie pedeutologią, zagadnieniami związanymi z nauczaniem literatury oraz z kształceniem nauczycieli.

## Ważniejsze publikacje
- Przeżycie literackie a moralne postawy uczniów (1981)
- Nowa orientacja w kształceniu nauczycieli (1988)
- Edukacja nauczycieli. Konteksty - kategorie - praktyki (1997)
- Tożsamość nauczycieli (2005)